# New Southgate (stacja kolejowa)
New Southgate (kod stacji: NSG) - stacja kolejowa w Londynie, na terenie London Borough of Enfield, zarządzana i obsługiwana przez First Capital Connect. W roku statystycznym 2008-09 skorzystało z niej ok. 498 tysięcy pasażerów.

## Galeria

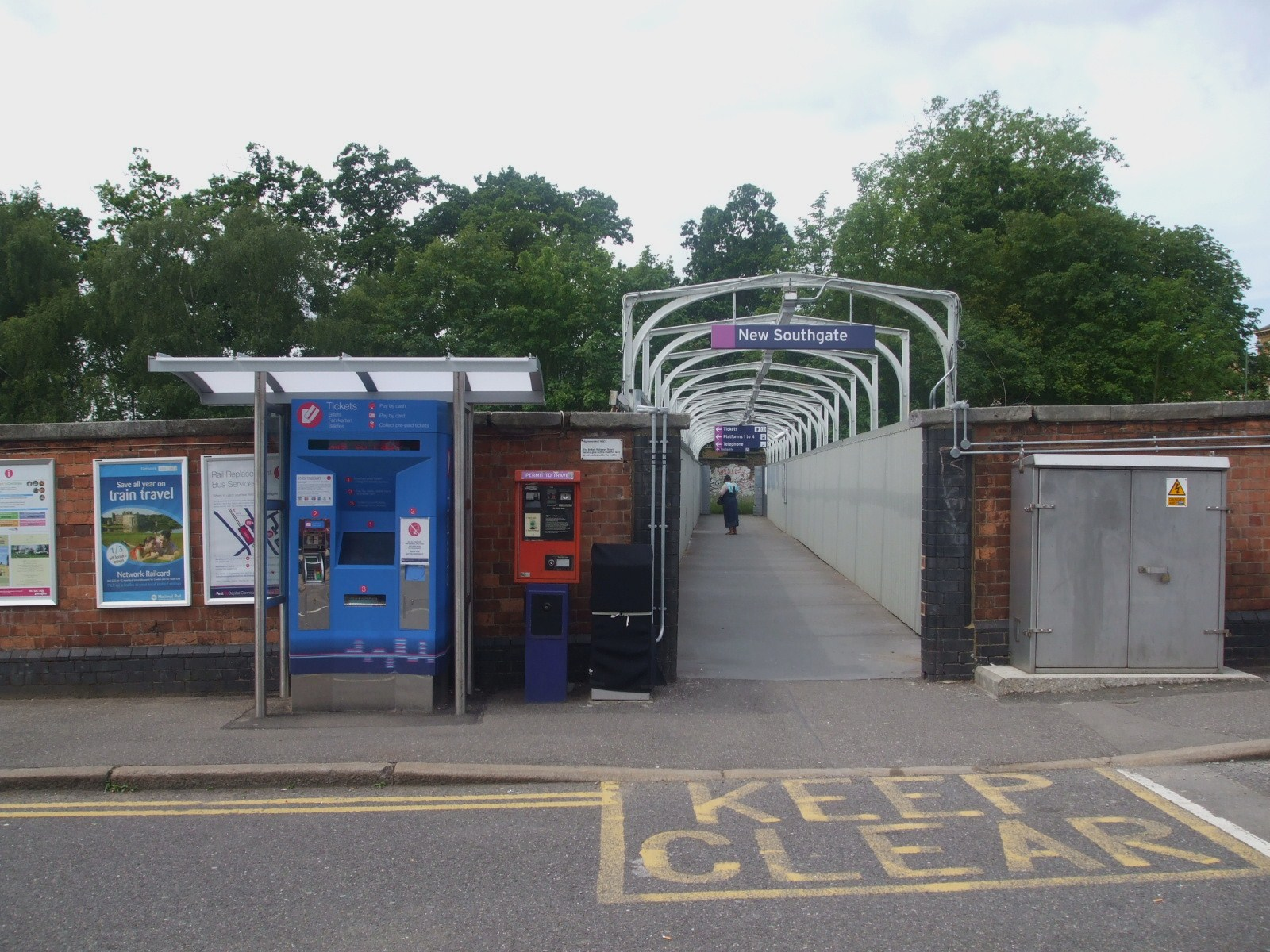
Jedno z wejść na stację
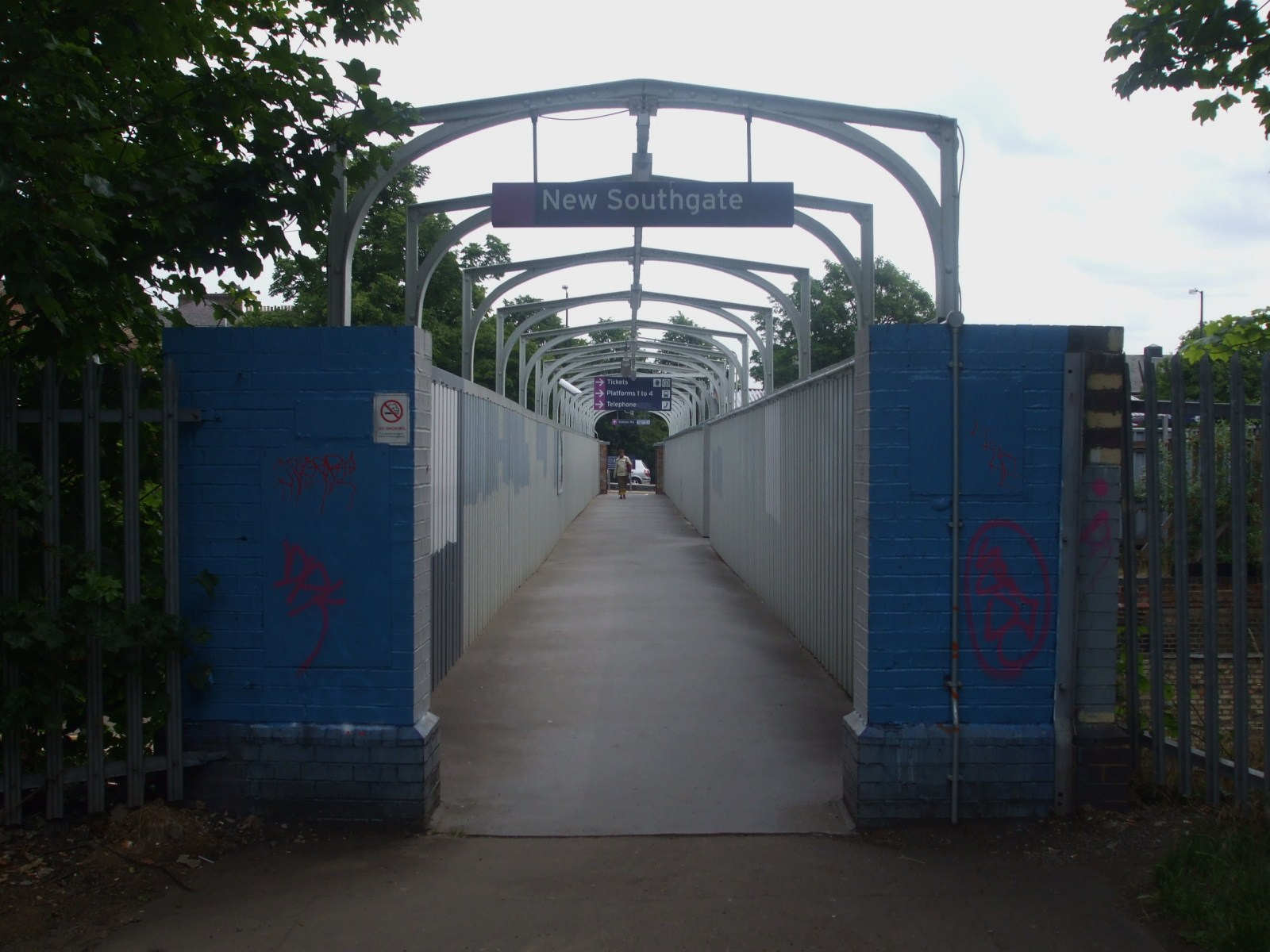
Inne wejście
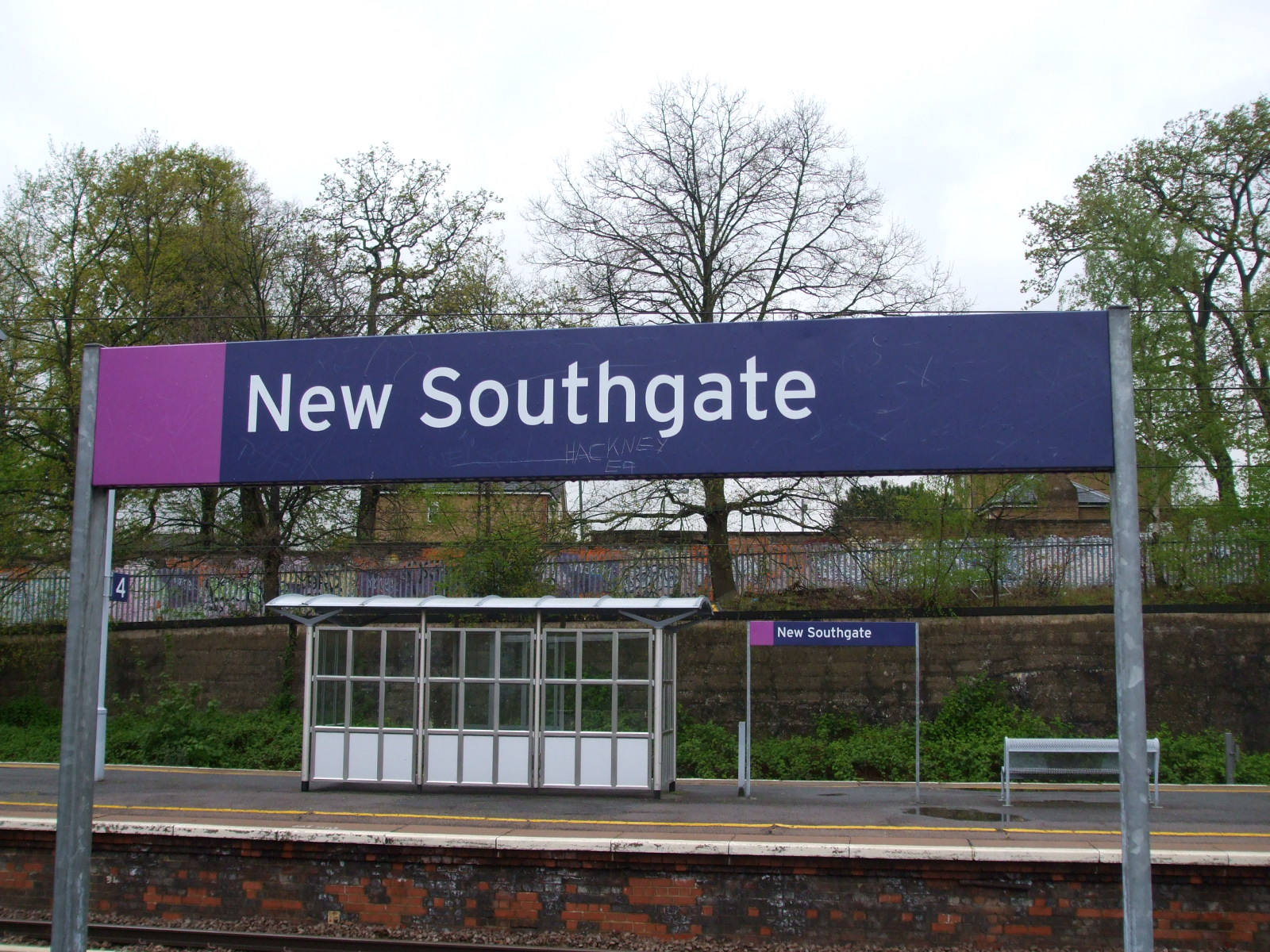
Tablice z nazwą stacji